# Муцкий, Николай Ефимович
Николай Ефимович Муцкий (19.12.1925, Выбли — 23.12.1987) — стрелок 995-го стрелкового полка, ефрейтор — на момент последнего представления к награждению орденом Славы.

## Биография
Родился 19 декабря 1925 года в селе Выбли Куликовского района (ныне в Черниговский области). Украинец. Окончил 10 классов. Работал в колхозе. В начале Великой Отечественной войны вынужден был остаться на оккупированной территории.
В начале 1944 года, после освобождения Черниговщины частями Красной Армии, Муцкий был призван в армию. В запасном полку прошел военную подготовку и в июне 1944 года с маршевой ротой прибыл в действующую армию. Был назначен стрелком в 995-й стрелковый полк 263-й стрелковой дивизии, входившей в состав 1-го Прибалтийского фронта. В первых же боях зарекомендовал себя смелым и находчивым воином.
В июле 1944 года при прорыве вражеской обороны на подступах к Шяуляю он, увлекая за собой товарищей, первым ворвался во вражескую траншею и уничтожил одиннадцать противников.
16-20 августа 1944 года в боях в районе местечка Папиле рядовой Муцкий, выполняя обязанности связного командира роты, обеспечил четкую передачу приказаний. Был ранен, но поля боя не покинул.
Приказом от 31 августа 1944 года рядовой Муцкий Николай Ефимович награждён орденом Славы 3-й степени.
В конце сентября Муцкий во главе группы бойцов первым в дивизии форсировал реку Дубиса, в ходе боев за плацдарм подбил гранатой вражескую бронемашину и уничтожил пятнадцать противников. После форсирования Дубисы дивизия в составе ударной группировки 1-го Прибалтийского фронта развернула активные боевые действия на мемельском направлении. 2-й батальон 295-го стрелкового полка, усиленный танками и артиллерией, составлял передовой отряд дивизии.
В ночь на 8 октября отряд вышел в намеченный район населенного пункта Лавково и захватил узел шоссейных дорог. Противник бросил против советских воинов до батальона танков с пехотой. В жестоком бою бойцы грантами побили 8 танков, два из которых было на счету рядового Муцкого. В этом бою из личного оружия он поразил свыше 10 солдат противника. Под утро противники сделали ещё одну попытку прорваться на запад, которая также была отбита. За этот бой многие бойцы и командиры были удостоены правительственных наград.
Приказом от 17 октября 1944 года рядовой Муцкий Николай Ефимович награждён орденом Славы 3-й степени повторно.
После выхода на Неман дивизия в составе войск 43-й армии приняла участие в Восточно-Прусской операции. В ночь на 19 января 1945 года полки дивизии по льду форсировали Неман и, преодолевая яростное сопротивление противника, ворвались в Тильзит. В ходе уличных боев сержант Муцкий уничтожил двенадцать противников.
В начале апреля 1945 года в районе Кенигсберга Муцкий, участвуя в отражении пяти вражеских контратак, уничтожил около двадцати противников. Обнаружив замаскированную пушку, мешавшую продвижению стрелковых подразделений, он подполз к ней, гранатой снял расчет. Затем повернул её в сторону противника и открыл огонь. Расстреляв все снаряды, выложенные на позиции, он вместе с другими воинами полка стал штурмовать вражеские укрепления.
7 апреля в бою за город Кенигсберг заменил выбывшего из строя командира стрелкового отделения, ворвался с бойцами в здание, где засели автоматчики, уничтожил несколько противников и 4 взял в плен.
Приказом от 30 апреля 1945 года ефрейтор Муцкий Николай Ефимович награждён орденом Славы 2-й степени.
После Победы ещё несколько лет продолжал службу в армии. В 1950 году сержант Муцкий уволен в запас.
Указом Президиума Верховного Совета СССР от 20 декабря 1951 года в порядке перенаграждения Муцкий Николай Ефимович награждён орденом Славы 1-й степени. Стал полным кавалером ордена Славы.
Жил в городе Чернигове. Работал фельдъегерем в областном отделении связи. Скончался 25 декабря 1987 года. Похоронен на Яцевском кладбище города Чернигова.
Награждён орденами Отечественной войны 1-й степени, Славы 3-х степеней, медалями.
В Чернигове, на доме где жил ветеран, установлена мемориальная доска.